# Ceresium aethiops
Ceresium aethiops är en skalbaggsart som först beskrevs av Newman 1842.  Ceresium aethiops ingår i släktet Ceresium och familjen långhorningar.
Artens utbredningsområde är Filippinerna. Inga underarter finns listade i Catalogue of Life.